# Comuna Karabanove, Zaharivka
Karabanove (în ucraineană Карабанове) este o comună în raionul Frunzivka, regiunea Odesa, Ucraina, formată din satele Karabanove (reședința), Koșarka, Krîmpulka, Nova Șîbka și Novomîkolaiivka.

## Demografie
Componența lingvistică a comunei Karabanove
     Ucraineană (96,05%)
     Română (2,91%)
     Alte limbi (0,94%)
Conform recensământului din 2001, majoritatea populației comunei Karabanove era vorbitoare de ucraineană (96,05%), existând în minoritate și vorbitori de română (2,91%).